# Миериня, Дайга
Дайга Миериня (латыш. Daiga Mieriņa, урождённая Цекуле, Cekule, в первом браке Юревица, Jurēvica; род. 3 марта 1969, Рига, Латвийская ССР, СССР) — латвийский политический деятель. Заместитель председателя партии «Крестьянский союз Латвии», входящей в объединение «Союз зелёных и крестьян». Председатель Сейма Латвии с 20 сентября 2023 года, депутат Сейма Латвии с 1 ноября 2022 года. В прошлом — председатель думы Царникавского края (2009—2015, 2016—2021), депутат думы Царникавского (2001—2021) и Адажского (2021—2022) краёв.

## Биография
Родилась 3 марта 1969 года.
В 1995 году окончила Латвийский сельскохозяйственный университет. В 2009 году получила степень магистра в области управления качеством в Рижском техническом университете.

## Политическая карьера
По результатам муниципальных выборов 11 марта 2001 года избрана депутатом Царникавской краевой думы. Переизбрана на выборах 2005 года по списку Народной партии. На выборах 2009 года переизбрана по объединённому списку «Союза зеленых и крестьян», «Нового времени» и «Всё для Латвии!». Избрана председателем думы (мэром). Переизбрана на выборах 2013 года по списку «Крестьянского союза Латвии» и вновь избрана председателем думы (мэром). В 2015 году отправлена в отставку и её пост занял депутат от «Латвийского объединения регионов» Имант Крастиньш (Imants Krastiņš). В 2016 году восстановлена в должности. Переизбрана на выборах 2017 года по списку «Крестьянского союза Латвии» и вновь избрана председателем думы (мэром). Была председателем Совета по развитию Рижского региона планирования.
После административно-территориальной реформы 2021 года, по которой Царникавская волость включена в состав Адажского края, по результатам муниципальных выборов 2021 года Миериня избрана депутатом думы Адажского края.
По результатам парламентских выборов 2022 года избрана депутатом Сейма Латвии по списку «Союза зеленых и крестьян». Была председателем Комиссии Сейма по государственному управлению и самоуправлению и членом Комиссии Сейма по устойчивому развитию.
20 сентября 2023 года избрана новым спикером Сейма. Эдвардс Смилтенс был отозван с должности спикера, потому что «Объединённый список» перешёл в оппозицию. Согласно коалиционной договорённости пост должен был достаться кандидату от «Союза зеленых и крестьян». Им был выдвинут Гунар Кутрис. Вторым кандидатом был выдвинут Марис Спринджукс («Объединённый список»). Оба кандидата провалились. В тот же день были назначены новые выборы с новыми кандидатами. За Алексея Росликова («Стабильность!») проголосовало 9 депутатов, за Миериню — 55 депутатов.

## Личная жизнь
Дайга была замужем несколько раз. От первого брака с господином Юревицем она имеет двух сыновей: Арнольда и Вальдемара. Второй раз она вышла замуж за некого Плесумса, от которог она родила сына Мартиньша. Затем вышла замуж за Виестурса Озолса. Позже супруги развелись. Сейчас замужем за Олегом Миериньшем.

## Награды
- Орден княгини Ольги I степени (18 октября 2024 года, Украина) — за весомый личный вклад в укрепление межгосударственного сотрудничества, поддержку государственного суверенитета и территориальной целостности Украины[7]